# La Poly Normande 2005
La Poly Normande 2005, venticinquesima edizione della corsa e valida come evento dell'UCI Europe Tour 2005 categoria 1.1, si svolse il 31 luglio 2005 su un percorso totale di 157 km. Fu vinta dal belga Philippe Gilbert che terminò la gara in 3h38'39", alla media di 43,083 km/h.
Al traguardo 74 ciclisti portarono a termine il percorso.

## Ordine d'arrivo (Top 10)
| Pos. | Corridore            | Squadra      | Tempo    |
| ---- | -------------------- | ------------ | -------- |
| 1    | Philippe Gilbert     | F. des Jeux  | 3h38'39" |
| 2    | Ludovic Turpin       | AG2R Prév.   | a 53"    |
| 3    | Mickaël Buffaz       | Agritubel    | s.t.     |
| 4    | Angel Castresana     | Mr Bookmaker | a 55"    |
| 5    | Leonardo Bertagnolli | Cofidis      | s.t.     |
| 6    | Samuel Plouhinec     | Bretagne     | a 58"    |
| 7    | Yoann Le Boulanger   | RAGT         | a 1'17"  |
| 8    | Arnaud Labbe         | Auber 93     | s.t.     |
| 9    | Leonardo Duque       | Jartazi      | s.t.     |
| 10   | Johan Coenen         | Mr Bookmaker | s.t.     |